# St. Damian (Schiff)
Die St. Damian war eine Fähre der italienischen Reederei European Ferries, das unter der Flagge Panamas fuhr. Die 1972 in Dienst gestellte Fähre begann ihre rund 50 Jahre andauernde Laufbahn unter dem Namen Viking 3 für die Viking Line und war seitdem unter verschiedenen Namen und Eignern im Einsatz. Von Ende 2016 bis 2021 verkehrte die Fähre als St. Damian zwischen Brindisi und Vlora.

## Geschichte
Die Viking 3 wurde am 11. September von der finnischen Rederi Ab Sally in Auftrag gegeben und am 19. Juli 1971 unter der Baunummer 565 in der Meyer Werft in Papenburg auf Kiel gelegt. Sie gehörte zu einer Serie von neun „Papenburg Sisters“ genannten Schiffen, von denen sechs für den Dienst in Finnland und drei für den Dienst in Mexiko gebaut wurden. Der Stapellauf der Fähre erfolgte am 14. Dezember 1971. Statt an Rederi AB Sally wurde die Viking 3 am 16. April 1972 an die ebenfalls finnische Viking Line abgeliefert und nach Helsinki überführt, wo am 22. April eine Präsentation des Schiffes unter Anwesenheit Urho Kekkonens stattfand. Zwei Tage später erfolgte die Indienststellung zwischen Naantali, Mariehamn und Kapellskär.
Am 17. Dezember 1972 lief die Viking 3 vor Korpo auf Grund und konnte erst am nächsten Tag freigeschleppt werden. Ihr Schwesterschiff Viking 1 übernahm zuvor die Passagiere. Die Reparatur der Fähre erfolgte in Uusikaupunki. Anschließend verkehrte die Viking 3 auf verschiedenen Routen, die meisten von Naantali ausgehend.
Im Februar 1976 ging das Schiff an die Vasa-Umeå Ab, die es im Mai desselben Jahres in Wasa Express umbenannte. Es fuhr fortan zwischen Vaasa und Umeå, bis die Reederei im März 1983 von der Sally Line übernommen wurden und die Fähre nun unter ihrem alten Namen Viking 3 zwischen Ramsgate und Dunkerque zum Einsatz kam. Im April 1984 erhielt sie jedoch wieder den Namen Wasa Express zurück.
Im November 1988 kaufte die Eckerö Line das Schiff als Roslagen für den Dienst zwischen Kapellskär und Naantali, den es im Februar 1989 aufnahm. Schon im Folgemonat wechselte die Fähre jedoch auf die Strecke von Eckerö nach Grisslehamn. Ab 1990 wurde die Roslagen mehrfach verchartert und kam so auch auf anderen Routen zum Einsatz.
Am 20. August 2007 wurde das Schiff von der Eckerö Line ausgemustert und in Berghamn aufgelegt. Im Oktober desselben Jahres kaufte die griechische Agoudimos Lines die Fähre und überführte sie unter dem Namen Ionian Spirit nach Keratsini. Im Juli 2008 nahm die Ionian Spirit den Dienst von Igoumenitsa über Korfu nach Brindisi sowie von Brindisi nach Vlora.
Im Dezember 2008 erlitt das Schiff einen Maschinenschaden und wurde daraufhin in Drapetsona aufgelegt. Erst im Juni 2010 kam die Ionian Spirit wieder zwischen Brindisi und Vlora in Fahrt. Von Februar bis April 2011 diente das Schiff zur Evakuierung von Flüchtlingen aus Libyen. Im März 2012 wurde die Fähre aufgrund finanzieller Probleme des Eigners in Brindisi arrestiert und erneut aufgelegt.
Im Oktober 2016 ging die Ionian Spirit unter dem Namen St. Damian an die italienische Reederei European Ferries. Das in Panama registrierte Schiff verkehrte bis Oktober 2021 zwischen Brindisi und Vlora, ehe es in Paloukia auf der Insel Salamis aufgelegt wurde. Im Februar 2022 ging die St. Damian als letzte der Papenburg Sisters an einen ungenannten Abbrecher im türkischen Aliağa. Am 3. April 2022 verließ das Schiff Griechenland im Schlepp der Christos XIV Richtung Aliağa und erreichte die Abwrackwerft am 7. April.